# Винницы
Ви́нницы (вепс. Vingl) — село в Подпорожском районе Ленинградской области, административный центр Винницкого сельского поселения.

## Название
Существует предположение, что русское название села связано с вепсским «веняник» — русский.

## История
Впервые упоминается как погост «у Вьюнице» в приписке к уставной грамоте новгородского князя Святослава Ольговича выданной в 1137 году Софийскому собору о изменении сборов в пользу новгородской епархии, в которой село упоминается как один из множества пунктов для сбора урока.
В писцовых книгах конца XV—XVI веков — Ильинский Веницкий погост в составе Заонежских погостов (относившийся к Нагорной половине Обонежской пятины), в XVIII — начале XX века — волостной центр. По состоянию на 1860 год Великодворская волость относилась к Вытегорскому округу Ведомства государственного имущества. В состав волости входили Мининское, Великодворское и Гоморовическое общества.
До второй половины XX века ойконим Винницы обозначал не монолитный населённый пункт, а целую группу (куст) небольших деревень, расположенных на небольшом расстоянии друг от друга. Подобная форма расселения была характерна для всего северо-востока современной Ленинградской области, а также ряда районов Вологодской области и Карелии. Винницкий куст по количеству входящих в его состав деревень и по численности населения был одним из крупнейших на территории традиционного проживания вепсского этноса. По данным переписи 1926 года, в состав села входило свыше сорока деревень. Ядром куста стал Винницкий погост (поселение у приходской церкви). Часть села, непосредственно примыкавшая к церкви, иногда именовалась селом Андроновским (по названию деревни Андроновская, которая, наряду с ещё несколькими деревнями, входила в его состав).

АНДРОНОВСКАЯ (ВИННИЦКИЙ ПОГОСТ, ВИННИЦЫ) — погост при реке Ояти, число дворов — 3, число жителей: 9 м. п., 9 ж. п.; Становая квартира. Церквей православных три. (1873 год)

Сборник Центрального статистического комитета описывал его так:

АНДРОНОВСКОЕ (ВИННИЦКИЙ ПОГОСТ) — село бывшее государственное при реке Ояти, дворов — 4, жителей — 27; три церкви православных, часовня. (1885 год)

Список населённых мест Олонецкой губернии:

АНДРОНОВСКАЯ (при Виницком погосте) — деревня Виницкого общества при реке Ояти, население крестьянское: домов — 6, семей — 3, мужчин — 27, женщин — 31; некрестьянское: домов — 3, семей — 3, мужчин — 5, женщин — 7; лошадей — 6, коров — 12, прочего — 10. Школа. (1905 год)

Частью села Винницы считались и деревни, доныне сохраняющие статус самостоятельных населённых пунктов. Это деревня Некрасово, находящаяся на южном берегу Ояти, и деревня Грибановская, расположенная в нескольких километрах ниже по течению Ояти.
С течением времени село приобрело статус локального хозяйственно-административного центра, влияние которого распространилось на всю юго-восточную часть Лодейнопольского уезда Олонецкой губернии. Следствием этого стало сосредоточение в Винницах значительного количества административных учреждений и общественных организаций, а также сравнительно развитой (по меркам сельской глубинки дореволюционной России) социальной инфраструктуры. К началу Первой мировой войны в селе, помимо церковного прихода (являвшегося центром благочиния), становой квартиры и волостного правления, находились две земские школы (шесть учителей), земский приёмный покой на пять коек (с фельдшером), квартиры участкового врача, фельдшера и повивальной бабки, а также земского ветфельдшера. Первое училище появилось в Винницах в 1856 году, оно было переведено из села Юксовичи (там оно существовало с 1844 года). В 1863 году его перевели обратно в Юксовичи, но уже в 1864 году вернули в Винницы. Земский медицинский участок, находившийся в Винницах, обслуживал Винницкую и Юксовскую волости полностью, а также половину Подпорожской и половину Шапшинской волостей (амбулатория в селе появилась в 1919 году). Работало почтово-телеграфное отделение. Также в селе располагалась Винницкая библиотека Лодейнопольского уездного земства. Функционировали потребительское общество и общество сельского хозяйства.
В конце XIX — начале XX века село административно относилось ко 2-му стану Лодейнопольского уезда Олонецкой губернии.
С 1917 по 1922 год село входило в состав Винницкого сельсовета Винницкой волости Лодейнопольского уезда Олонецкой губернии.
С 1922 года в составе Ленинградской губернии.
С 1927 года в составе Винницкого района, его административный центр.

Село (куст деревень) Винницы на карте 1932 года

По данным 1933 года деревня Андроновская являлась административным центром Винницкого сельсовета Винницкого национального вепсского района, в который входили 42 населённых пункта: деревни Алексеевская, Алексеевский Наволок, Андроновская, Антоновская, Артёмовская, Великодворная, Грибановская, Давыдовская, Есиповская, Захарьевская, Исаковская, 1-я Калеховская, 2-я Калеховская, 3-я Калеховская, Каргопольская, Кирилловская, Климовская, Кобылий Наволок, Кузра, Кузьминская, Липручей, Максимовская, Михайловская, Некрасово, Осиповская, Пугандручей, Родионовская, Романовская, Савина, Сергеевская, Симановщина, Тимофеевская, Тумазы, Тур. Гора, Филипповская, Харино, Яковлевская, Яковлево-Васильевская, Яхновская, общей численностью населения 2870 человек.
По данным 1936 года в состав Винницкого сельсовета с центром в деревне Андроновская входили 46 населённых пунктов, 530 хозяйств и 14 колхозов.

Село (куст деревень) Винницы на карте РККА 1940 года

В период Великой Отечественной войны село находилось в прифронтовой полосе и в конце октября — начале ноября 1942 года было эвакуировано. Эвакуация производилась на основании постановления Леноблисполкома и Бюро обкома ВКП(б) от 25 октября 1942 года, согласно которому переселению подлежало всё население, проживающее к северу от деревни Тимофеевская (располагалась на южном берегу Ояти напротив устья Шокши). Предприятия и организации Винницкого района были переведены в село Озёра, которое стало временным центром района, а восемь колхозов Винницкого сельсовета разместились в Пёлдушском и Сарозерском сельсоветах. После освобождения летом 1944 года северной части района от финских войск эвакуированные жители вернулись на прежнее место жительства.
В 1961 году население деревни составляло 1928 человек.
С 1963 года в составе Лодейнопольского района.
С 1965 года в составе Подпорожского района.
По данным 1966 года административным центром Винницкого сельсовета было село Андроновское.
Решением Леноблисполкома № 592 от 31 декабря 1970 года винницкий куст был объединён в четыре населённых пункта: в состав села Винницы вошли населённые пункты: село Андроновское, деревни Тимофеевская, Романовская, Чапаевка, Есиповская, Кирилловская, Яковлевская, Давыдовская и Кузьминская. В состав деревни Великодворская были включены деревни Максимовская, Осиповская, Исаковская, Яхновская, Мининская. В состав деревни Грибановская была включена деревня Яхновская; в состав Некрасово — Тугарино, Еремеевская и Савино. Упразднены как не имеющие населения деревни Безносово, Кобылий Наволок, Константиновская, Кривозеро, Пёлдушки, Поздняковская, Родионовское, Симановщина и Фомин Ручей.
По данным 1973 года административным центром Винницкого сельсовета в который входили 13 населённых пунктов было село Винницы.
По данным 1990 года в селе Винницы проживали 2642 человека. Село являлось административным центром Винницкого сельсовета в который входили 8 населённых пунктов: деревни Аверкиевская, Великий Двор, Грибановская, Заяцкая, Некрасово, Тумазы; село Винницы; посёлок Игнатовское, общей численностью населения 3028 человек.
В 1997 году деревня Великодворская была включена в состав Винниц, на этот год в селе проживали 2567 человек.

## География
Село расположено в южной части района на автодороге 41К-016 (Станция Оять — Плотично) в месте примыкания к ней автодорог 41К-713 (Винницы — Казыченская) и 41К-731 (подъезд к деревне Чикозеро).
Расстояние до районного центра — 74 км.
Село находится на правом (северном) берегу реки Оять, между устьями рек Тукша и Шокша. Часть строений села находится на левом берегу Ояти (в частности, районная больница), вдоль дороги, ведущей в деревню Лукинская.
Расстояние до ближайшей железнодорожной станции Подпорожье — 84 км.

### Климат
| Показатель              | Янв. | Фев. | Март | Апр. | Май | Июнь | Июль | Авг. | Сен. | Окт. | Нояб. | Дек. | Год |
| ----------------------- | ---- | ---- | ---- | ---- | --- | ---- | ---- | ---- | ---- | ---- | ----- | ---- | --- |
| Средняя температура, °C | −8,6 | −8,3 | −3,5 | 3,2  | 9,8 | 14,4 | 17,1 | 14,8 | 9,7  | 3,7  | −2,2  | −6   | 3,7 |
| Норма осадков, мм       | 47   | 38   | 39   | 38   | 50  | 70   | 87   | 88   | 65   | 68   | 62    | 57   | 708 |
| Источник:               |      |      |      |      |     |      |      |      |      |      |       |      |     |

## Демография

### Численность населения
| 1939 | 1959  | 2007  | 2010  | 2017  |
| ---- | ----- | ----- | ----- | ----- |
| 258  | ↗1628 | ↗2272 | ↘2200 | ↘2059 |

Изменение численности населения за период с 1873 по 2021 год:

### Национальный состав
В 2002 году в селе Винницы Винницкой волости проживали 2158 человек (русские — 81 %).
Согласно данным Всероссийской переписи населения 2021 года в селе проживали 1137 человек, из них:
 русские — 901, вепсы — 203, армяне — 2, белорусы — 2, коми — 2, узбеки — 2, украинцы — 2, греки — 1, литовцы — 1, марийцы — 1, поляки — 1, чуваши — 1, другие национальности — 1 человек, остальные национальность не указали.
Винницы считаются центром расселения вепсов Ленинградской области. Однако этнический состав населения села лишь отчасти соответствует этому статусу, и то с относительно недавнего времени, так как в источниках XIX века фиксируется абсолютное преобладание в селе русского населения. Так, в Списках населённых мест Олонецкой губернии 1873 года (скрупулёзно зафиксировавших даже «обруселую чудь») в составе винницкого куста не отмечено ни одной «чудской» деревни. По данным переписи 1926 года в Тукшинском и Винницком сельсоветах Винницкой волости из 2541 человека населения проживало лишь 40 вепсов (1,6 % населения).
Ситуация начала меняться лишь после того, как Винницы, получившие статус районного центра, стали привлекательными для вепсских мигрантов с периферии Винницкого района. Уже в 1939 году в селе Андроновское (это лишь часть современных Винниц) насчитывалось 47 вепсов, и они составляли 18,2 % его населения. В послевоенный период приток переселенцев продолжился, и к 1989 году доля вепсов в Винницах достигла 31 % населения.

## Социальная сфера
Из образовательных учреждений в Винницах действуют муниципальная средняя общеобразовательная школа № 12, а также два детских сада: № 2 и № 8.
В селе расположена Винницкая районная больница.
Также в селе расположены Винницкая сельская библиотека, основана в 1908 году, и Винницкая детская библиотека.

## Религия
В селе действует приходская церковь Смоленской иконы Божией Матери 2007 года постройки.
Деревянная церковь, освящённая во имя св. Николая, построенная в 1676 году, первоначально находилась в Паданской пустыни, неподалёку от Винниц. После пожара 1785 года, когда сгорела приходская церковь в Винницах, Николаевская церковь была перевезена в село и являлась приходской до 1873 года. 7 (19) марта 1871 года был освящён новый храм во имя Василия Великого (здание было построено по проекту губернского архитектора М. П. Калитовича), а 17 (29) марта 1873 года — приделы св. вмч. Дмитрия Солунского и св. Николая Мирликийского чудотворца (эта церковь была закрыта в 1935 году, её здание не сохранилось). Вскоре после этого Николаевская церковь была закрыта и её было решено снести. Однако стараниями местного крестьянина Д. П. Калкасова эта церковь была перевезена на новое место, восстановлена и 20 июня (2 июля) 1883 года освящена во имя Смоленской иконы Божией Матери.
Смоленская церковь была закрыта в 1935 году, возвращена церкви в 1991 году. К ней приписаны две церкви — Покрова Пресвятой Богородицы в Чикозеро и св. Николая чудотворца в Ярославичах, а также три часовни — св. преподобного Сергия Радонежского в Гонгиничах, св. пророка Илии в Сарозеро и св. равноап. великого князя Владимира в Ладве.
Историческое местоположение церкви Смоленской Божией Матери неизвестно. В настоящее время вместо утраченной церкви в 2007 году была выстроена многоскатная церковь Смоленской Богоматери, в формах, напоминающих древние церкви.

## Вепсская культура
Село является центром расселения вепсского народа. С 1987 года ежегодно проходит традиционный вепсский фольклорный праздник-фестиваль «Древо жизни», на который собираются участники из Ленинградской области, Карелии, Мурманской и Вологодской областей, а также Эстонии и Финляндии.
В 1998 году в селе Винницы был создан центр по возрождению исконных ремёсел вепсского народа: ткачество, плетение из бересты, лозы, вышивка, лоскутное шитьё. На базе сельского Дома культуры был создан Вепсский центр фольклора. Представлена этнографическая экспозиция «Мы — вепсы». На базе Вепсского центра фольклора функционируют: музей вепсского быта, ткацкие мастерские, вепсский национальный театр кукол, вепсские народные фольклорные коллективы, студии декоративно-прикладного творчества. Особой популярностью пользуется проведение мастер-классов по вепсской кукле, кадрили, изготовлению оберегов и ткачеству.. В селе действует вепсский национальный театр кукол «Пейвейне».

## Достопримечательности
- Церковь Рождества Пресвятой Богородицы, 1791 года постройки, деревянная, недействующая[45].
- Церковь Василия Великого, 1871 года постройки, деревянная, недействующая, престолы: Василия Великого, Николая Чудотворца, Димитрия Солунского[46].
- Церковь Смоленской иконы Божией Матери, 2007 года постройки, деревянная, действующая[41].
- Часовня Серафима Саровского, 2007 года постройки, деревянная, действующая[47].
- Группа курганов XI—XIII вв в центре села[48]

Село расположено вблизи природного парка Вепсский лес.

## Галерея

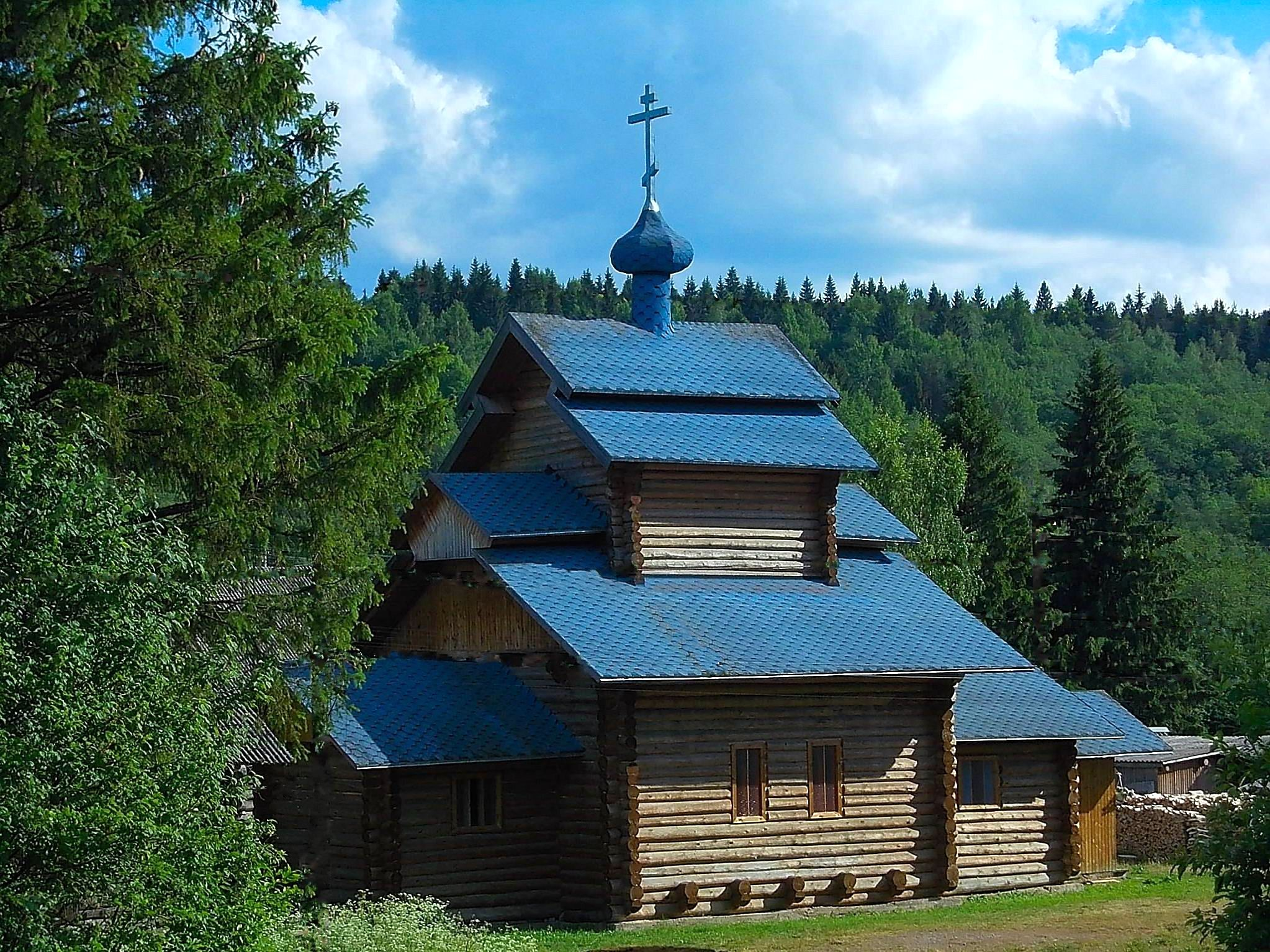
Церковь в Винницах
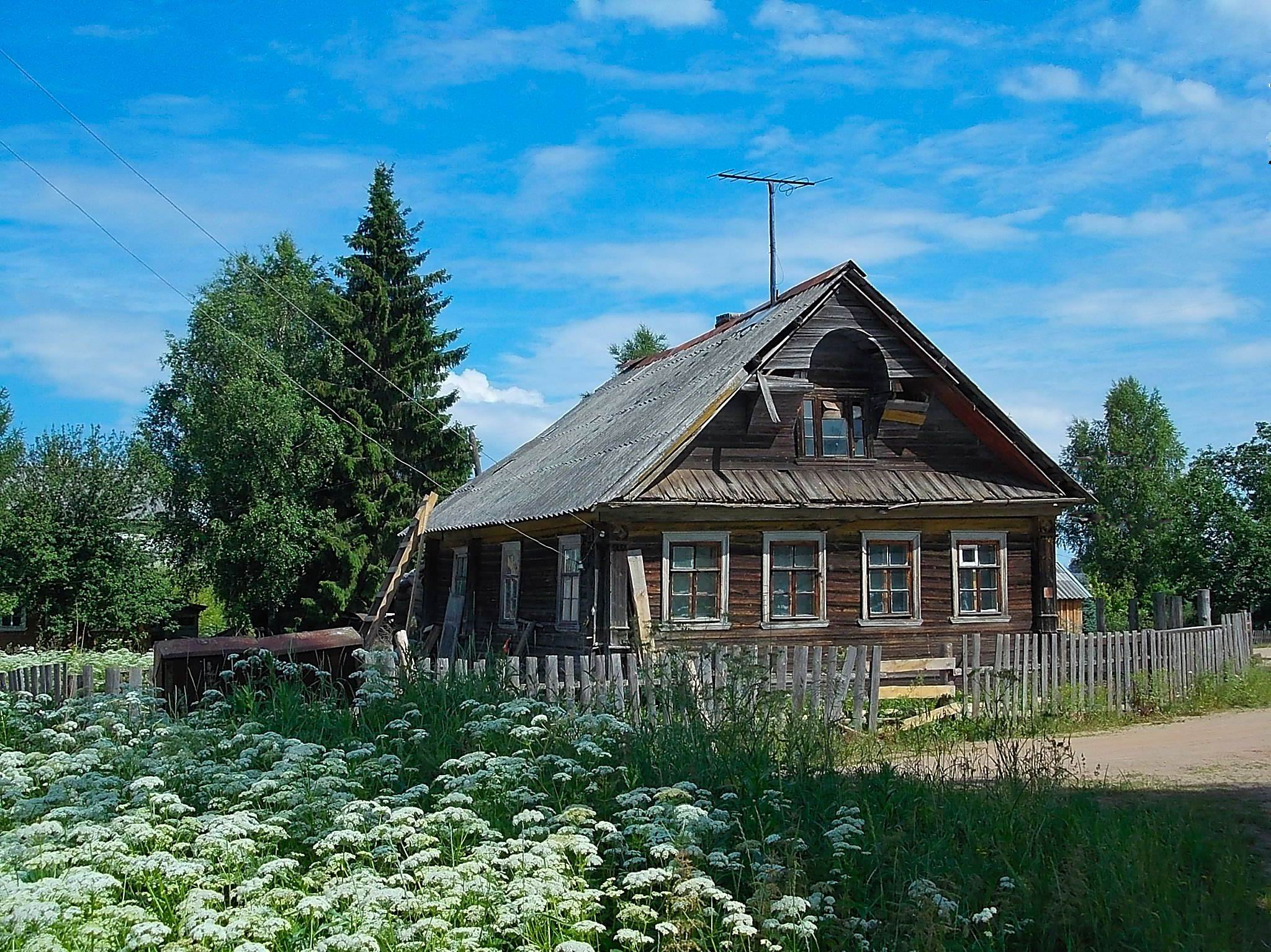
Дом в селе Винницы
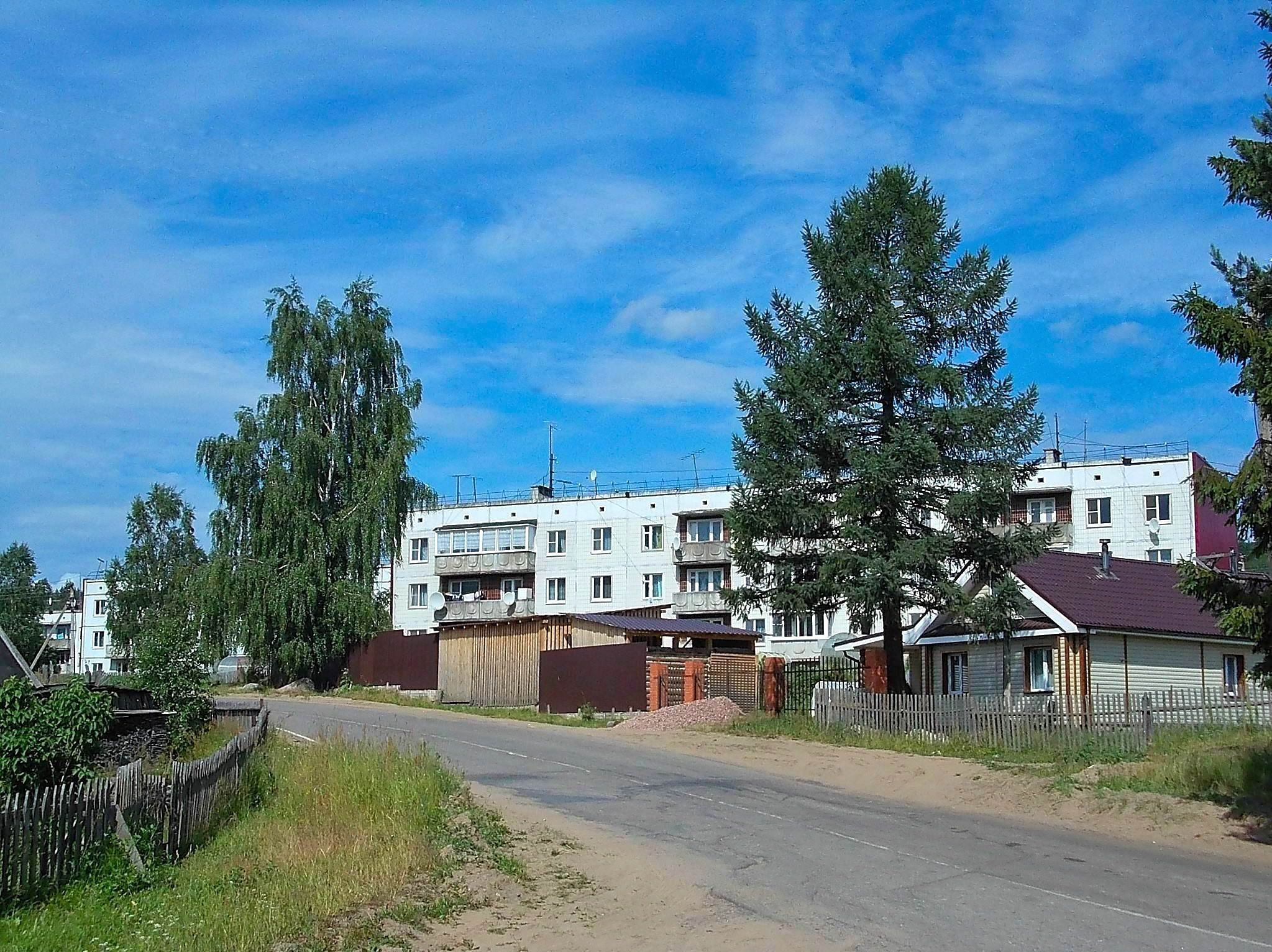
Трёхэтажные дома
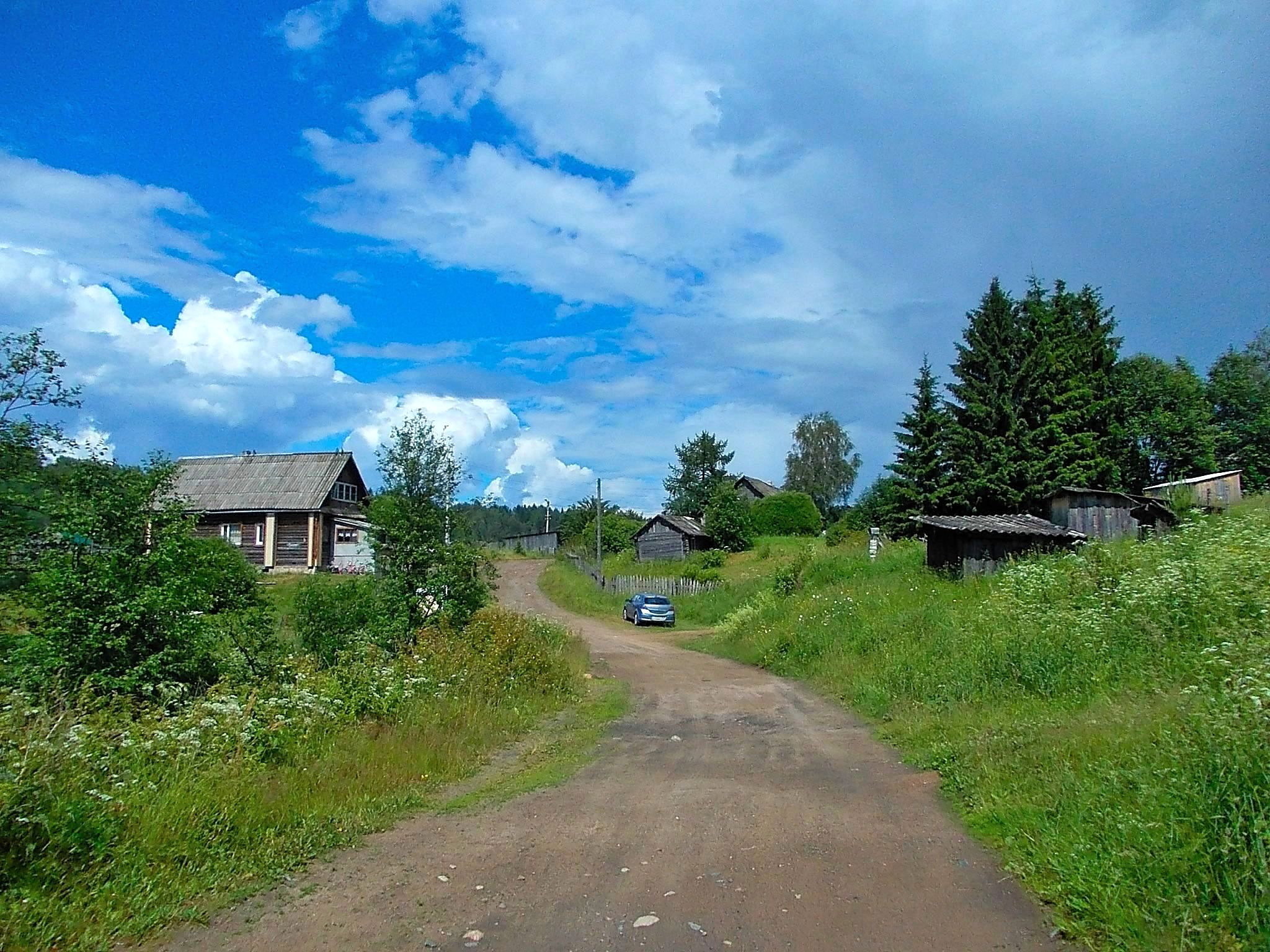
В левобережной части села
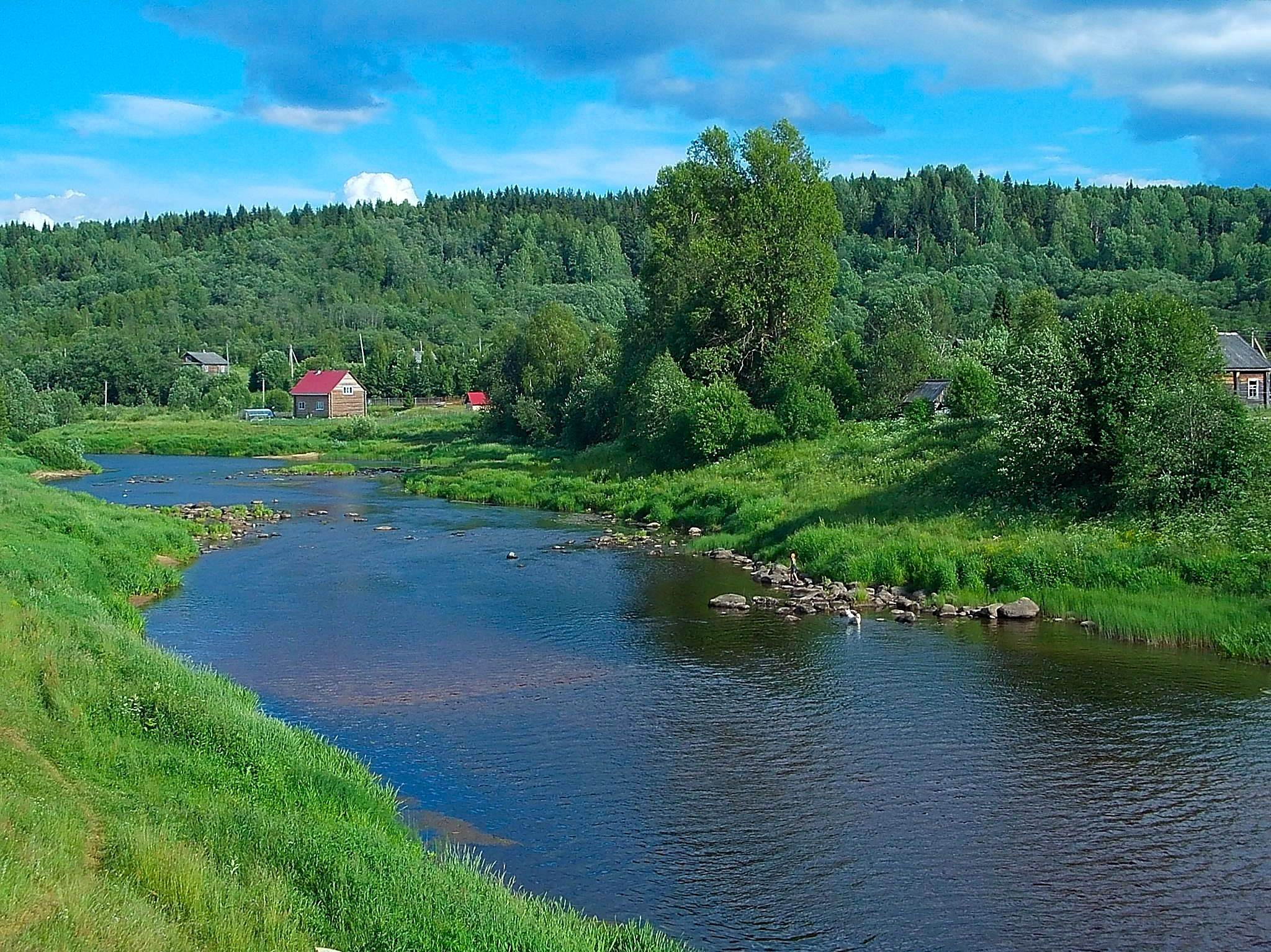
Река Оять
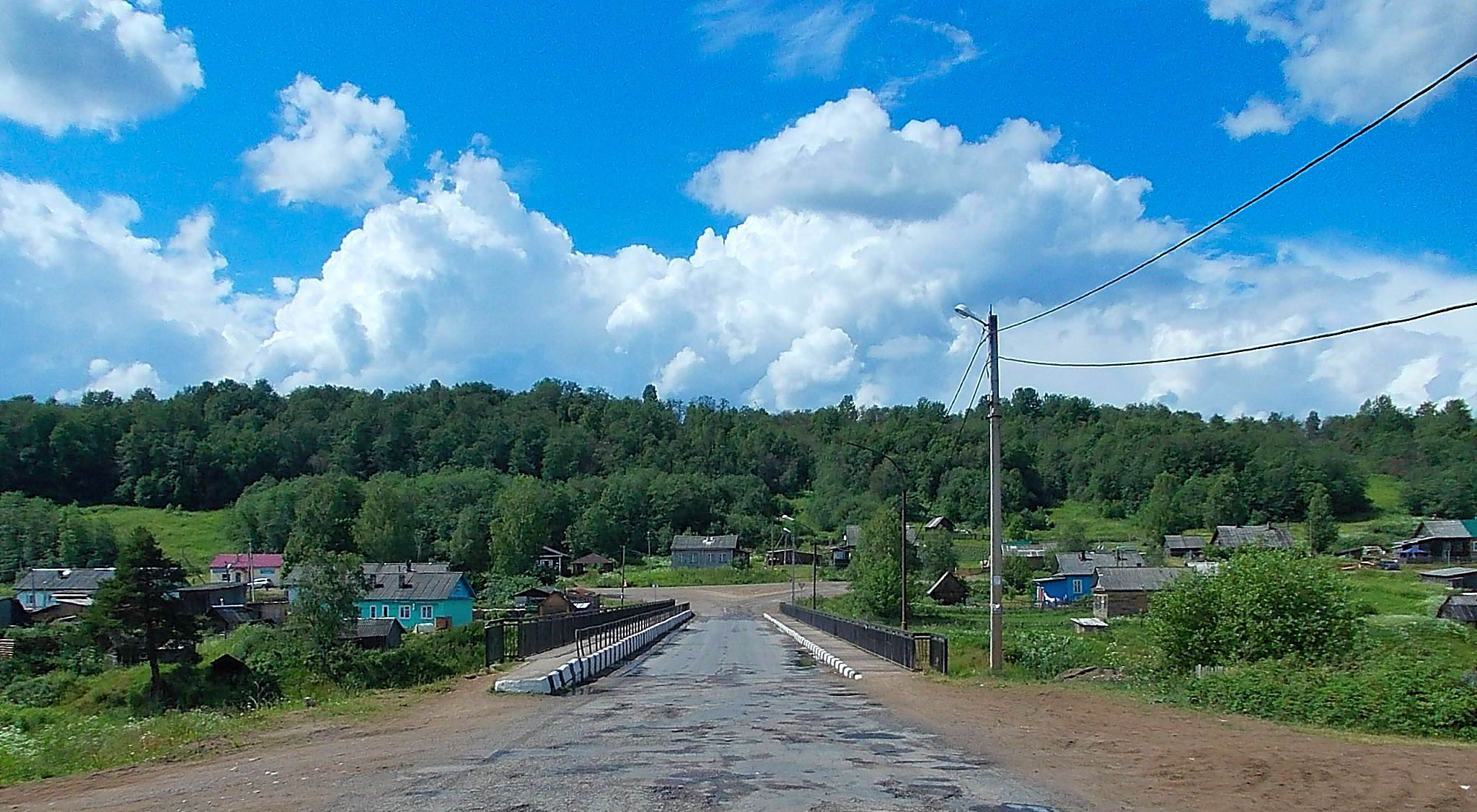
Мост через реку Оять

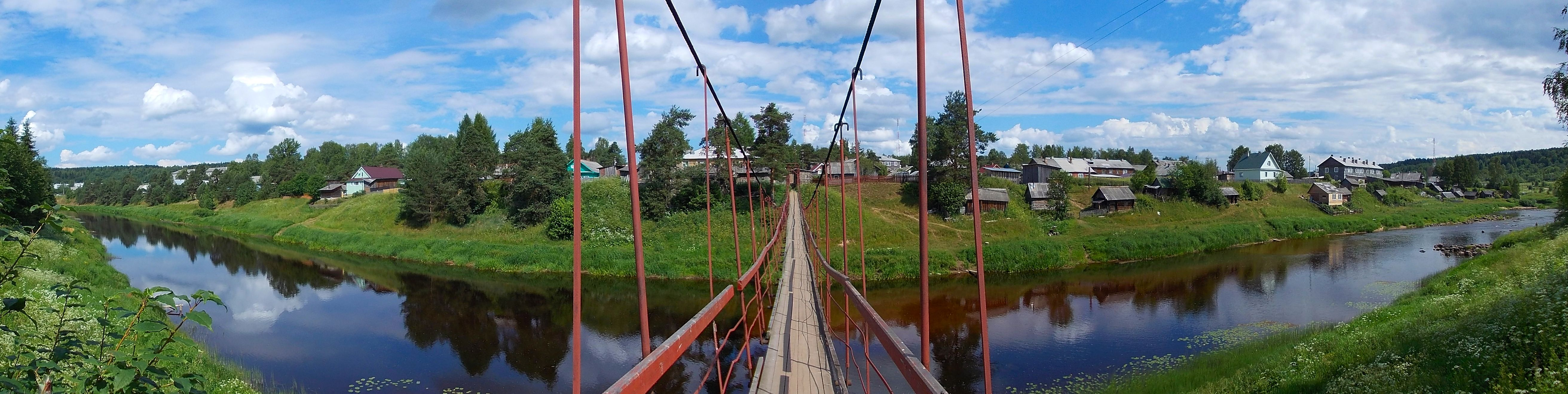
Панорама села и реки Оять с подвесного моста

## Улицы
50 лет ВЛКСМ, Великодворская, Гражданская, Дачный переулок, Заречная, Зелёная, Коммунальная, Комсомольская, Кооперативная, Красная, Лесная, Набережная, Новая, Островского, Оятский переулок, Пионерский переулок, Подгорная, Садовая, Северная, Смирнова, Смоленский переулок, Советская, Совхозная, Спортивная, Южный переулок.